# Società Sportiva Lazio 1982-1983
Questa voce raccoglie le informazioni riguardanti la Società Sportiva Lazio nelle competizioni ufficiali della stagione 1982-1983.

## Stagione
La Lazio è giunta al secondo posto nella Serie B 1982-1983, ritornando così in Serie A dopo tre stagioni tra i cadetti. In questa stagione sono tornati arruolabili Bruno Giordano, Lionello Manfredonia e Massimo Cacciatori dopo l'aministia concessa dalla FIGC agli squalificati per la vicenda del Totonero a seguito della vittoria del Mondiale del 1982. Eccellente il girone di andata dalla Lazio vinto con 28 punti, affannoso invece il girone di ritorno, terminato con 18 punti, il totale raccolto di 46 punti è stato sufficiente per ritornare in Serie A, a otto lunghezze dal Milan che ha dominato il campionato. Con 18 reti Bruno Giordano ha vinto la classifica dei marcatori cadetta.
In Coppa Italia la squadra non è riuscita a passare il terzo girone eliminatorio del primo turno, che ha promosso agli ottavi di finale il Napoli e l'Avellino.

## Divise e sponsor
Dopo un biennio la Lazio cambia sponsor tecnico per la stagione 1982-1983, con adidas che lascia il posto a Ennerre, così come lo sponsor ufficiale che diventa Sèleco.

## Organigramma societario
Area direttiva
- Presidente: Gian Chiarion Casoni

Area tecnica
- Direttore tecnico: da maggio Roberto Lovati
- Direttore sportivo: Antonio Sbardella
- Allenatore: Roberto Clagluna, da maggio Juan Carlos Morrone

## Rosa
| N. |                   | Ruolo | Calciatore          |
| -- | ----------------- | ----- | ------------------- |
|    | Italia (bandiera) | P     | Massimo Cacciatori  |
|    | Italia (bandiera) | P     | Maurizio Moscatelli |
|    | Italia (bandiera) | P     | Fernando Orsi       |
|    | Italia (bandiera) | D     | Vincenzo Chiarenza  |
|    | Italia (bandiera) | D     | Renato Miele        |
|    | Italia (bandiera) | D     | Carlo Perrone       |
|    | Italia (bandiera) | D     | Paolo Pochesci      |
|    | Italia (bandiera) | D     | Gabriele Podavini   |
|    | Italia (bandiera) | D     | Marco Saltarelli    |
|    | Italia (bandiera) | D     | Antonio Sciarpa     |
|    | Italia (bandiera) | D     | Arcadio Spinozzi    |
|    | Italia (bandiera) | C     | Roberto Badiani     |
|    | Italia (bandiera) | C     | Vincenzo D'Amico    |
|    | Italia (bandiera) | C     | Mauro De Angelis    |

| N. |                   | Ruolo | Calciatore           |
| -- | ----------------- | ----- | -------------------- |
|    | Italia (bandiera) | C     | Michele De Nadai     |
|    | Italia (bandiera) | C     | Stefano Ferretti     |
|    | Italia (bandiera) | C     | Lionello Manfredonia |
|    | Italia (bandiera) | C     | Giancarlo Marini     |
|    | Italia (bandiera) | C     | Maurizio Montesi     |
|    | Italia (bandiera) | C     | Roberto Tavola       |
|    | Italia (bandiera) | C     | Enrico Vella         |
|    | Italia (bandiera) | A     | Claudio Ambu         |
|    | Italia (bandiera) | A     | Stefano Chiodi       |
|    | Italia (bandiera) | A     | Bruno Giordano       |
|    | Italia (bandiera) | A     | Mauro Meluso         |
|    | Italia (bandiera) | A     | Leonardo Surro       |
|    | Italia (bandiera) | A     | Claudio Vagheggi     |

## Calciomercato

### Sessione estiva
| Acquisti | Acquisti          | Acquisti  | Acquisti      |
| R.       | Nome              | da        | Modalità      |
| -------- | ----------------- | --------- | ------------- |
| P        | Riccardo Budoni   | Empoli    | fine prestito |
| P        | Fernando Orsi     | Parma     | definitivo    |
| D        | Renato Miele      | Catania   | definitivo    |
| D        | Carlo Perrone     | Roma      | definitivo    |
| D        | Massimo Piscedda  | Siena     | fine prestito |
| D        | Gabriele Podavini | Brescia   | definitivo    |
| D        | Marco Saltarelli  | Lodigiani | definitivo    |
| C        | Roberto Tavola    | Juventus  | prestito      |
| C        | Enrico Vella      | Catania   | definitivo    |
| A        | Claudio Ambu      | Perugia   | definitivo    |
| A        | Stefano Chiodi    | Bologna   | fine prestito |
| A        | Lorenzo Marronaro | Forlì     | fine prestito |

| Cessioni | Cessioni             | Cessioni     | Cessioni      |
| R.       | Nome                 | a            | Modalità      |
| -------- | -------------------- | ------------ | ------------- |
| P        | Riccardo Budoni      | Brescia      | definitivo    |
| P        | Dario Marigo         | Perugia      | prestito      |
| P        | Felice Pulici        |              | fine carriera |
| D        | Giorgio Benini       | Cattolica    | definitivo    |
| D        | Giorgio Mastropasqua | Catania      | definitivo    |
| D        | Vincenzo Mirra       | Empoli       | definitivo    |
| D        | Dario Pighin         | Taranto      | definitivo    |
| D        | Massimo Piscedda     | Sanremese    | prestito      |
| C        | Alberto Bigon        | L.R. Vicenza | definitivo    |
| C        | Fabio Perinelli      | Brescia      | definitivo    |
| C        | Dario Sanguin        | Perugia      | definitivo    |
| C        | Fernando Viola       | Genoa        | definitivo    |
| A        | Renzo Garlaschelli   | Pavia        | definitivo    |
| A        | Lorenzo Marronaro    | Monza        | definitivo    |
| A        | Mario Scorza         | Frosinone    | definitivo    |
| A        | Walter Speggiorin    | Massese      | definitivo    |
| A        | Mauro Viviani        | Frosinone    | definitivo    |

### Sessione autunnale
| Acquisti | Acquisti | Acquisti | Acquisti |
| R.       | Nome     | da       | Modalità |
| -------- | -------- | -------- | -------- |

| Cessioni | Cessioni           | Cessioni | Cessioni   |
| R.       | Nome               | a        | Modalità   |
| -------- | ------------------ | -------- | ---------- |
| D        | Vincenzo Chiarenza | Udinese  | prestito   |
| C        | Stefano Ferretti   | SPAL     | definitivo |
| A        | Claudio Vagheggi   | Napoli   | definitivo |

## Risultati

### Serie B

#### Girone di andata
| Roma 12 settembre 1982 1ª giornata | Lazio          | 0 – 0 referto | Campobasso | Stadio Olimpico (40 000 spett.)\| Arbitro: \| Leni (Perugia) \| |
| Arbitro:                           | Leni (Perugia) |               |            |                                                                 |

| Como 19 settembre 1982 2ª giornata | Como             | 0 – 0 referto | Lazio | Stadio Giuseppe Sinigaglia\| Arbitro: \| Lanese (Messina) \| |
| Arbitro:                           | Lanese (Messina) |               |       |                                                              |

| Arbitro: | Vitali (Bologna) |

|                     |           |          |
| Giordano 50’ (rig.) | Marcatori | 7’ Mitri |

| Arbitro: | D'Elia (Salerno) |

|  |           |                 |
|  | Marcatori | 41’ Manfredonia |

| Arbitro: | Lamorgese (Potenza) |

|                     |           |  |
| Giordano 78’ (rig.) | Marcatori |  |

| Arbitro: | Bianciardi (Siena) |

|                             |           |              |
| Paris 61’ (rig.) Sclosa 86’ | Marcatori | 22’ Giordano |

| Arbitro: | Facchin (Udine) |

|                              |           |  |
| Manfredonia 36’ Giordano 57’ | Marcatori |  |

| Arbitro: | Pairetto (Nichelino) |

|  |           |                                    |
|  | Marcatori | 48’ De Nadai 83’ Ambu 89’ Giordano |

| Arbitro: | Vitali (Bologna) |

|                |           |  |
| Manfredonia 8’ | Marcatori |  |

| Arbitro: | Angelelli (Terni) |

|                                   |           |  |
| Giordano 32’ (rig.) Ambu 60’, 79’ | Marcatori |  |

| Arbitro: | D'Elia (Salerno) |

|  |           |                               |
|  | Marcatori | 8’ (aut.) Navone 85’ Giordano |

| Arbitro: | Falzier (Treviso) |

|  |           |          |
|  | Marcatori | 7’ Vella |

| Arbitro: | Leni (Perugia) |

|                                |           |  |
| Giordano 67’ Cecili 73’ (aut.) | Marcatori |  |

| Reggio Emilia 12 dicembre 1982 14ª giornata | Reggiana            | 0 – 0 referto | Lazio | Stadio comunale Mirabello (10 000 spett.)\| Arbitro: \| Menicucci (Firenze) \| |
| Arbitro:                                    | Menicucci (Firenze) |               |       |                                                                                |

| Arbitro: | Agnolin (Bassano del Grappa) |

|                          |           |                 |
| Giordano 43’ D'Amico 89’ | Marcatori | 9’, 57’ Damiani |

| Arbitro: | Paparesta (Bari) |

|           |           |              |
| Mutti 69’ | Marcatori | 73’ Podavini |

| Arbitro: | Pezzella (Frattamaggiore) |

|                       |           |  |
| D'Amico 55’ Vella 87’ | Marcatori |  |

| Arbitro: | Facchin (Udine) |

|                     |           |              |
| Mastalli 90’ (rig.) | Marcatori | 78’ Giordano |

| Arbitro: | Pairetto (Nichelino) |

|           |           |            |
| Vella 82’ | Marcatori | 62’ Cupini |

#### Girone di ritorno
| Arbitro: | Barbaresco (Cormons) |

|              |           |  |
| Biagetti 80’ | Marcatori |  |

| Arbitro: | Mattei (Macerata) |

|                       |           |                         |
| Giordano 8’ Vella 55’ | Marcatori | 11’ Galia 24’ Nicoletti |

| Arbitro: | Lo Bello (Siracusa) |

|                                |           |  |
| Papais 77’ (rig.) Pradella 86’ | Marcatori |  |

| Arbitro: | Facchin (Udine) |

|                     |           |              |
| Giordano 34’ (rig.) | Marcatori | 90’ Perrotta |

| Arbitro: | Pieri (Genova) |

|  |           |              |
|  | Marcatori | 87’ Giordano |

| Arbitro: | Paparesta (Bari) |

|           |           |               |
| Surro 78’ | Marcatori | 77’ Gibellini |

| Arbitro: | Agnolin (Bassano del Grappa) |

|                |           |           |
| Morbiducci 10’ | Marcatori | 89’ Vella |

| Arbitro: | Menicucci (Firenze) |

|           |           |  |
| Surro 88’ | Marcatori |  |

| Palermo 2 aprile 1983 28ª giornata | Palermo           | 0 – 0 referto | Lazio | Stadio La Favorita\| Arbitro: \| Mattei (Macerata) \| |
| Arbitro:                           | Mattei (Macerata) |               |       |                                                       |

| Lecce 10 aprile 1983 29ª giornata | Lecce            | 0 – 0 referto | Lazio | Stadio Via del Mare\| Arbitro: \| Vitali (Bologna) \| |
| Arbitro:                          | Vitali (Bologna) |               |       |                                                       |

| Roma 17 aprile 1983 30ª giornata | Lazio              | 0 – 0 referto | Foggia | Stadio Olimpico\| Arbitro: \| Bianciardi (Siena) \| |
| Arbitro:                         | Bianciardi (Siena) |               |        |                                                     |

| Arbitro: | Pieri (Genova) |

|                 |           |                            |
| Manfredonia 67’ | Marcatori | 47’ Bartolini 75’ Vincenzi |

| Arbitro: | Bergamo (Livorno) |

|                        |           |            |
| Salvadè 20’ Auteri 27’ | Marcatori | 8’ D'Amico |

| Arbitro: | Redini (Pisa) |

|                              |           |                                            |
| Giordano 7’, 51’, 64’ (rig.) | Marcatori | 11’ (aut.) Miele 54’ Graziani 85’ Imborgia |

| Arbitro: | Barbaresco (Cormons) |

|                                                           |           |              |
| Serena 23’, 77’ Miele 26’ (aut.) Pasinato 59’ Damiani 86’ | Marcatori | 64’ Giordano |

| Arbitro: | Leni (Perugia) |

|                        |           |             |
| Badiani 2’ D'Amico 28’ | Marcatori | 11’ Pacione |

| Arezzo 29 maggio 1983 36ª giornata | Arezzo            | 0 – 0 referto | Lazio | Stadio Comunale (16 000 spett.)\| Arbitro: \| Mattei (Macerata) \| |
| Arbitro:                           | Mattei (Macerata) |               |       |                                                                    |

| Arbitro: | Menicucci (Firenze) |

|                                             |           |              |
| Giordano 13’ (rig.) Mastropasqua 65’ (aut.) | Marcatori | 27’ Crialesi |

| Arbitro: | Agnolin (Bassano del Grappa) |

|                                   |           |                     |
| Di Michele 37’ Tivelli 86’ (rig.) | Marcatori | 8’ Miele 75’ Marini |

### Coppa Italia

#### Primo turno
| Arbitro: | Vitali (Bologna) |

|                                        |           |                     |
| Giordano 63’ De Nadai 77’ Podavini 84’ | Marcatori | 28’, 54’ Morbiducci |

| Arbitro: | D'Elia (Salerno) |

|                      |           |               |
| Skov 48’ Vignola 62’ | Marcatori | 57’ Chiarenza |

| Roma 29 agosto 1982 3ª giornata | Lazio             | 0 – 0 | Atalanta | Stadio Flaminio\| Arbitro: \| Falzier (Treviso) \| |
| Arbitro:                        | Falzier (Treviso) |       |          |                                                    |

| Arbitro: | Barbaresco (Cormons) |

|              |           |               |
| Giordano 51’ | Marcatori | 42’, 69’ Díaz |

| Arbitro: | D'Elia (Salerno) |

|                                      |           |                                  |
| Zaccaro 54’ (rig.) Fracas 69’ (rig.) | Marcatori | 9’ Ambu 39’ D'Amico 84’ Giordano |

## Statistiche

### Statistiche di squadra
| Competizione | Punti | In casa | In casa | In casa | In casa | In casa | In casa | In trasferta | In trasferta | In trasferta | In trasferta | In trasferta | In trasferta | Totale | Totale | Totale | Totale | Totale | Totale | DR  |
| Competizione | Punti | G       | V       | N       | P       | Gf      | Gs      | G            | V            | N            | P            | Gf           | Gs           | G      | V      | N      | P      | Gf     | Gs     | DR  |
| ------------ | ----- | ------- | ------- | ------- | ------- | ------- | ------- | ------------ | ------------ | ------------ | ------------ | ------------ | ------------ | ------ | ------ | ------ | ------ | ------ | ------ | --- |
| Serie B      | 46    | 19      | 9       | 9       | 1       | 28      | 15      | 19           | 5            | 9            | 5            | 16           | 17           | 38     | 14     | 18     | 6      | 44     | 32     | +12 |
| Coppa Italia | 5     | 3       | 1       | 1       | 1       | 4       | 4       | 2            | 1            | 0            | 1            | 4            | 4            | 5      | 2      | 1      | 2      | 8      | 8      | 0   |
| Totale       |       | 22      | 10      | 10      | 2       | 32      | 19      | 21           | 6            | 9            | 6            | 20           | 21           | 43     | 16     | 19     | 8      | 52     | 40     | +12 |

### Statistiche dei giocatori
Nel conteggio delle reti realizzate si aggiungano tre autoreti a favore in campionato.
| Giocatore      | Serie B  | Serie B | Coppa Italia | Coppa Italia | Totale   | Totale |
| Giocatore      | Presenze | Reti    | Presenze     | Reti         | Presenze | Reti   |
| -------------- | -------- | ------- | ------------ | ------------ | -------- | ------ |
| C. Ambu        | 29       | 3       | 2            | 1            | 31       | 4      |
| R. Badiani     | 24       | 1       | 2            | 0            | 26       | 1      |
| M. Cacciatori  | -        | -       | -            | -            | -        | -      |
| V. Chiarenza   | 5        | 0       | 5            | 1            | 10       | 1      |
| S. Chiodi      | 10       | 0       | -            | -            | 10       | 0      |
| V. D'Amico     | 34       | 4       | 4            | 1            | 38       | 5      |
| M. De Angelis  | 1        | 0       | -            | -            | 1        | 0      |
| M. De Nadai    | 15       | 1       | 5            | 1            | 20       | 2      |
| S. Ferretti    | -        | -       | 3            | 0            | 3        | 0      |
| B. Giordano    | 38       | 18      | 5            | 3            | 43       | 21     |
| L. Manfredonia | 36       | 4       | 2            | 0            | 38       | 4      |
| G. Marini      | 4        | 1       | -            | -            | 4        | 1      |
| M. Meluso      | 1        | 0       | -            | -            | 1        | 0      |
| R. Miele       | 31       | 1       | -            | -            | 31       | 1      |
| M. Montesi     | 7        | 0       | 1            | 0            | 8        | 0      |
| M. Moscatelli  | 3        | -1      | 5            | -8           | 8        | -9     |
| F. Orsi        | 35       | -31     | -            | -            | 35       | -31    |
| C. Perrone     | 22       | 0       | 5            | 0            | 27       | 0      |
| P. Pochesci    | 15       | 0       | 5            | 0            | 20       | 0      |
| G. Podavini    | 34       | 1       | 5            | 1            | 39       | 2      |
| M. Saltarelli  | 30       | 0       | -            | -            | 30       | 0      |
| A. Sciarpa     | 8        | 0       | -            | -            | 8        | 0      |
| A. Spinozzi    | 14       | 0       | -            | -            | 14       | 0      |
| L. Surro       | 15       | 2       | 3            | 0            | 18       | 2      |
| R. Tavola      | 20       | 0       | 5            | 0            | 25       | 0      |
| C. Vagheggi    | 4        | 0       | 4            | 0            | 8        | 0      |
| E. Vella       | 38       | 5       | 4            | 0            | 42       | 5      |